# Ниигата (град)
Ниигата е град в префектура Ниигата, Централна Япония. Населението му е 800 582 жители (по приблизителна оценка от октомври 2018 г.), а площта 726,09 кв. км. Кмет към 2011 г. е Акира Шинода. Средната температура за годината е 13,5 градуса по Целзий. Намира се на брега на Японско море срещу остров Садо.

## Побратимени градове
- Биробиджан
- Владивосток
- Галвестън (Тексас)
- Нант
- Хабаровск
- Харбин